# 澤村宗十郎 (3代目)

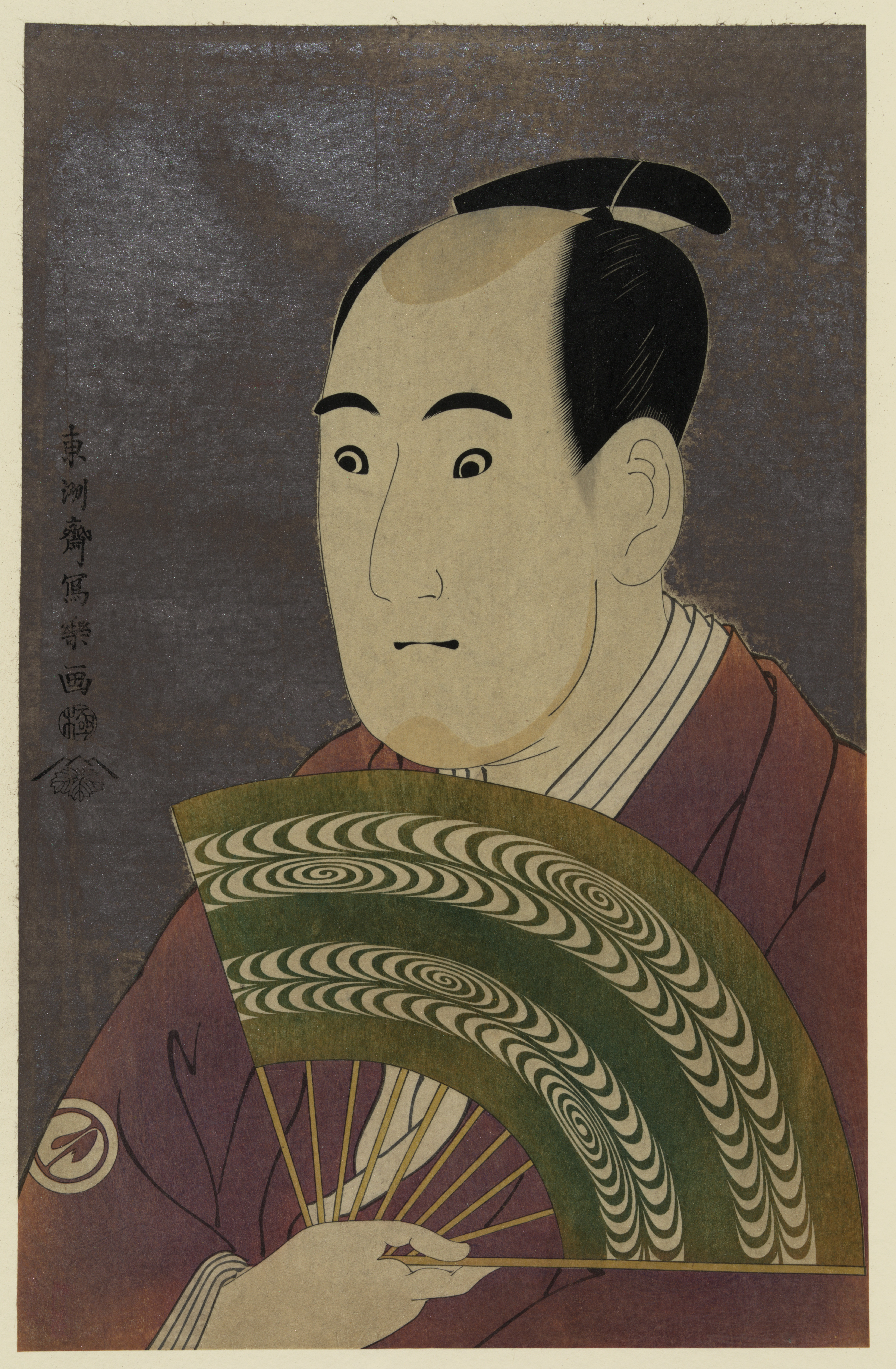
三代目澤村宗十郎の大岸蔵人。寛政6年（1794年）5月、江戸都座『花菖蒲文禄曽我』（はなあやめぶんろくそが）より。東洲斎写楽画。

三代目 澤村宗十郎（さんだいめ さわむら そうじゅうろう、宝暦3年〈1753年〉 - 享和元年3月29日〈1801年5月11日〉）とは、江戸時代中期の歌舞伎役者。俳名に遮莫・曙山・訥子、屋号は紀伊國屋。定紋は丸にいの字。雅号喜虫庵。

## 来歴
二代目澤村宗十郎の子として江戸に生まれる。兄に二代目助高屋高助、子に四代目澤村宗十郎と二代目澤村田之助がおり、娘は五代目岩井半四郎の妻となっている。先妻は四代目松本幸四郎の娘、後妻は嵐雛助の妹。
宝暦9年(1759年)11月、江戸中村座で初代澤村田之助として初舞台を踏み、子役として活躍。明和6年 (1769年)11月、父二代目とともに京に上り上方の舞台を踏むが翌年父と死別、その遺言により二代目嵐吉三郎に師事する。明和8年（1771年）11月、成人を機に三代目澤村宗十郎を襲名。以後京都や大坂の舞台に立ち、その間上方の歌舞伎関係者と交流を持って和事の所作を習得する。
安永6年 (1777年) 江戸に帰り森田座の舞台に出る。寛政3年（1791年）再び大坂へ上り、寛政6年に江戸に戻るが、この年10月に上方の人気狂言作者並木五瓶も江戸に下っている。宗十郎は大坂で五瓶作の芝居に出ており、その後江戸の舞台でも五瓶の書いた芝居に出て評判となった。こうして三都にわたって多彩な活躍をしたが、晩年は体調を崩し台詞を忘れるなどの障害に悩まされた。享年49。墓所は田島山十一ヶ寺の受用院、戒名は遊心院傾誉西天。辞世の句は「あぢきなや　浮世の人に　別れ霜」。
当り役は『伽羅先代萩』の足利頼兼、『仮名手本忠臣蔵』の大星由良助など。体格は大柄で立役を本領とし、時代物や世話物に長じ、上方の和事芸を江戸風に改め紀伊國屋澤村宗十郎家のお家芸の発展に努めた。また所作事や実悪、武道事も得意とした。特筆すべきは並木五瓶と提携して上方の世話物を江戸に移植し『五大力戀緘』（五大力）、『隅田春妓女容性』（梅の由兵衛）、『富岡戀山開』（二人新兵衛）などの名作を初演し残したことである。その徹底した写実性は後の鶴屋南北や二代目河竹新七（黙阿弥）の生世話物に継承された。